# Luciana Ravizzi
Luciana Ravizzi (sinh 1982) là một vũ công ballet về hưu người Argentina. Cô đã tốt nghiệp từ các trường Ballet Hoàng gia và là một nghệ sĩ độc diễn với Ballet Scotland cho đến khi nghỉ hưu vào năm 2015.

## Tuổi thơ
Luciana Ravizzi sinh năm 1982 tại Buenos Aires, Argentina. Cô bắt đầu nhảy múa từ năm lên 5 tuổi và được nhận vào Học viện Superior de Arte del Teatro Colón năm 1994 khi mới 12 tuổi. Năm 1999, cô đã thử giọng cho Trường múa ba lê Hoàng gia, ở Luân Đôn, nơi cô đã được chấp nhận và nhận học bổng để theo học trường trung học. Cô tốt nghiệp năm 2002.

## Sự nghiệp khiêu vũ
Khi học tại Trường múa ba lê Hoàng gia, Ravizzi đã được mời biểu diễn cùng công ty Hoàng gia Ba lê trong một số tác phẩm bao gồm "Giselle", "Hồ thiên nga" & "Don Quixote", bao gồm một chuyến lưu diễn quốc tế tại Úc vào năm 2001.
Ravizzi tham gia công ty ba lê Scotland  năm 2002 dưới sự điều hành của Ashley Page, nơi cô phát triển toàn bộ sự nghiệp chuyên nghiệp của mình. Cô được thăng chức thành coryphée năm 2008 và soloist vào năm 2014. Trong thời gian tham gia vở ballet Scotland, cô đã biểu diễn trong các Ballets sau, bao gồm nhiều chuyến lưu diễn quốc tế:
The Nutcracker(Bông tuyết, Hoa cỏ dại), Ashley Page
Cô bé lọ lem (Mẹ đỡ đầu, Mùa đông) , Ashley Page
Đối xứng đáng sợ  , Ashley Page
Người đẹp ngủ trong rừng  (Nàng tiên Lilac, Bạch Tuyết), Ashley Page
Cờ từ thiên đường, Ashley Page
Gian lận, nói dối, ăn cắp, Ashley Page
Alice (Nữ công tước, Cheshire Cat), Ashley Page
Liên lạc nguy hiểm, Alston
The Four Temperaments, Balanchine
Apollo, Balanchine
Episodes, Balanchine
Hồng ngọc, Balanchine
Agon, Balanchine
Năm bài hát Rückert, Darrell
Othello (Emilia), Darrell
Bộ tạo tác, Forsythe
Công việc, Forsythe
Petrushka, Spink
Cưỡi quái thú, Petronio
Mặt tiền, Ashton
Scènes de Ba lê, Ashton
Romeo & Juliet (Juliet) , Mục sư
Trong ánh sáng và bóng tối, Pastor
Carmen (Mercedes), Alston
Cuộc sống tĩnh lặng, Caniparoli
Bài hát của trái đất, MacMillan
Đuổi ma, Loosmore
Năm Tangos, Van Manen
Kết thúc Kings 2, Jorma Elo
A Streetcar Named Desire (Blanche), Meckler / Lopez Ochoa
Chạy vì nó, Lawrence
Dark Full Ride, Lawrence
Cao nguyên , Bourne
Oxymore, Laplane
Syncopations ưu tú, MacMillan
Cheri, Darrell
Silhouette, Hampson
Nghi thức của mùa xuân, Hampson
Hansel & Gretel  , Hampson
The Crucible  , Pickett
Mười bài thơ, Bruce
Ravizzi đã nghỉ múa ballet vào năm 2015.